# تيت باريش
تيت باريش (بالإنجليزية: Tate Parrish)‏ هو لاعب كرة قدم أمريكي في مركز الدفاع، ولد في 28 مايو 1986 في أكوورث في الولايات المتحدة. لعب مع أتلانتا سيلفرباكس.